# リカルド・カルドナ
リカルド・カルドナ（Ricardo Cardona、男性、1952年11月9日 - 2015年10月12日）は、コロンビアのプロボクサー。元WBA世界スーパーバンタム級王者。
元WBC世界フライ級王者プルデンシオ・カルドナは実兄。

## 来歴
1973年9月15日、ベネズエラでプロデビュー。
1976年11月7日、コロンビアスーパーバンタム級王座を獲得した。
1978年5月7日、WBA世界スーパーバンタム級王者洪秀煥と対戦し、12回KO勝ちで世界王座を獲得した。同王座は瀬川幸雄、セルヒオ・パルマらを相手に5度の防衛に成功した。
1980年5月4日、6度目の防衛戦でレオ・ランドルフと対戦し、15回KO負けで王座から陥落した。
1981年8月15日、ランドルフから王座を奪取したセルヒオ・パルマに挑戦し、12回TKO負けで王座返り咲きならず。
1983年3月20日、兄プルデンシオに勝利したこともある李承勲と対戦し、6回KO負けで兄のリベンジは果たせなかった。
1984年6月29日、ホルヘ・ルハンと対戦し、10回TKO負け。この試合を最後に引退した。
2015年10月12日、コロンビア・バランキージャにて癌のために死去した。62歳没。

## 獲得タイトル
- WBA世界スーパーバンタム級王座（防衛5度）